# Battaglia di Cabo de São Vicente (1606)
La battaglia di Cabo de São Vicente del 1606, detta anche prima battaglia di Cabo de São Vicente, fu uno scontro navale combattuto nelle acque attorno Cabo de São Vicente, nell'Oceano Atlantico, il 16 giugno o 6 ottobre 1606, nell'ambito della guerra degli ottant'anni. Una flotta spagnola al comando dell'ammiraglio Luis Fajardo attaccò una flotta olandese guidata dall'ammiraglio Willem Haultain e dal vice ammiraglio Regnier Klaazoon, che stava bloccando la costa ispano-portoghese nella speranza di intercettare la flotta tesoriera spagnola proveniente dalle Americhe. La battaglia si concluse con la vittoria degli spagnoli; l'ammiraglia di Klaazoon venne distrutta, due navi vennero catturate e Haultain si allontanò col resto della flotta verso le coste olandesi.

## Antefatto
Nel 1604 la guerra anglo-spagnola si era conclusa col trattato di pace tra Spagna e Inghilterra, ma la guerra degli ottant'anni tra Spagna e Province Unite olandesi era ancora in atto. In quel tempo, nel campo navale, la Spagna era ancora abbastanza debole per la mancanza di navi adeguate e soprattutto di denaro per costurirne di nuove, mentre la marina olandese stava emergendo come potenza marittima. Gli olandesi erano in grado di contrattaccare con le loro forze la penisola iberica o i territori d'oltremare. L'impero portoghese dell'epoca era unito a quello spagnolo.
Nel 1606 l'ammiraglio Haultain aveva lasciato i Paesi Bassi con una flotta diretto alla costa ispano-portoghese. Le fonti differiscono su alcuni dettagli di questo viaggio: secondo gli olandesi, Haultain era già stato inviato sulla costa portoghese in precedenza con una flotta di 24 navi per colpire la flotta mercantile iberica, senza successo. A settembre, tornò in compagnia del viceammiraglio Klaazoon per continuare l'opera con diciannove galiotti da guerra e due yachts, ben equipaggiati e in ottimo stato. Gli spagnoli riportarono che gli olandesi avevano con loro tra le sessanta e le settanta navi e che si dirigevano verso le Azzorre e la costa del Portogallo; da Lisbona a Cabo Sao Vicente.
Il commercio della Spagna con le Indie venne interrotto per la presenza del blocco navale olandese e per l'incapacità degli spagnoli di contrastare tale minaccia in assenza di mezzi navali adeguati. Nel frattempo, Haultain catturò alcune navi ed attaccò alcuni villaggi costieri, ma questo non era il suo obbiettivo primario. Sull'altro fronte, l'ammiraglio Fajardo cercava di organizzare la flotta a Lisbona per porre fine alla minaccia olandese e riprendere regolarmente il traffico commerciale accompagnato da galeoni adeguatamente armati.

## Lo scontro
Il 16 giugno, secondo fonti spagnole o il 6 ottobre, secondo fonti olandesi entrambe le flotte si scontrarono presso Cabo Sao Vicente. L'ammiraglio Haultain aveva deciso di passare dall'area per intercettare la flotta tesoriera. Avvistando delle navi, gli olandesi pensarono che si trattassero di semplici mercanti con le loro merci a bordo, ma in realtà era la flotta dell'ammiraglio Fajardo. Anche sul numero delle navi coinvolte nello scontro le fonti differiscono. Gli spagnoli ritenevano che il Fajardo avesse con sé venti navi mentre Haultain ne avesse ventiquattro, dal momento che alcune navi olandesi si erano ritirate dall'area avendo saputo dei preparativi di Fajardo a Lisbona. Gli olandesi dissero che gli spagnoli avevano invece ventisei navi tra galeoni, galee e vascelli più piccoli, mentre Haultain aveva con sé solo quattordici navi in quanto alcune erano andate perdute nel corso di una tempesta lungo la costa portoghese.
L'apparire dei galeoni spagnoli diffuse il panico tra i marinai olandesi. Haultain si consultò coi suoi ufficiali e decise di abbandonare lo scontro, considerandosi in condizioni di inferiorità. Fajardo tentò di intercettare e bloccare tre navi, tra cui l'ammiraglia di Klaazoon, ma gli olandesi riuscirono a sfuggire. Cinque navi spagnole circondarono ed attaccarono la nave di Klaazoon. Haultain tentò di supportarlo con le sue cinque navi, ma l'insistenza dell'attacco spagnolo portò all'abbandono dell'operazione a tutta velocità. Nel frattempo, le munizioni degli spagnoli causarono ulteriori danni alla nave di Klaazoon ed uccisero diversi membri della ciurma sino a costringere il suo comandante alla resa. Klaazoon, conscio di non poter sfuggire alle navi spagnole, e non volendo essere catturato, diede fuoco alla polvere da sparo a bordo della nave e la fece esplodere. Malgrado le raccomandazioni, solo due dei marinai a bordo si salvarono dopo l'esplosione, recuperati poi dagli spagnoli ma morti poco dopo per le ferite riportate. Infine, gli spagnoli catturarono altre due navi olandesi.
Gli storici spagnoli enfatizzarono il merito della flotta di Fajardo per aver battuto quella di Haultain dal momento che, al di là dei numeri delle navi in campo, i marinai olandesi si vantavano della loro lunga esperienza di navigazione. Gli storici olandesi criticarono invece il comportamento tenuto da Haultain che mostrò poca energia nei combattimenti a differenza di quanto dimostrato l'anno precedente nell'operazione nello Stretto di Dover.

## Conseguenze
Haultain si ritirò verso i porti olandesi col resto della sua flotta, incluse le navi che erano andate disperse nella tempesta prima della battaglia, ma lo scontro fu un duro colpo anche alla sua reputazione personale. Gli spagnoli, per contro, non solo vinsero lo scontro, ma ripresero il commercio con le Indie in totale sicurezza. Alcuni giorni dopo questo evento, la flotta tesoriera spagnola che Haultain desiderava conquistare, giunse a Sanlúcar col denaro necessario a colmare le perdite subite dagl ispagnoli. Quindici erano le navi al comando del generale Alonso de Ochares Galindo e del generale Ganevaye, con a bordo, secondo i registri: 1 914 176 dollari in lingotti per il re e 6 086 617 dollari per i mercanti, o 8 000 000 di dollari in totale, oltre ad un ricco carico di altri beni. Questo denaro era stato ricavato dalle colonie del Perù, della Nuova Spagna e del Brasile in due anni.